# Mailx
mailx es un programa que se encuentra en varios sistemas operativos Unix-like para enviar y recibir correo, también conocido como programa MUA. Es una versión mejorada del programa «mail» de Unix.
mailx es un programa de correo que tiene una sintaxis similar a ed. Mailx permite enviar y recibir correo electrónico. Mailx no puede, por sí mismo, recibir correo electrónico de otra computadora. Lee mensajes desde un archivo de la computadora local, que son enviados allí por otro agente de envío de correo como procmail.
Una sintaxis simplificada de las funciones más utilizadas es:

mailx [-s asunto] [-a archivo_adjunto ] dirección_destino . . .

El final del mensaje se indica presionando CTRL+D.

## Ejemplo de uso
Un ejemplo simple
```
  $ mailx -s "envío de mailx" abc@cde.com

  escribir cuerpo del mensaje
  ...
  EOT (Ctrl+d)
  $
```

Sintaxis simple para enviar correo electrónico de asunto 'envío de mailx' hacia abc@cde.com.